# Mouvements unis de la Résistance

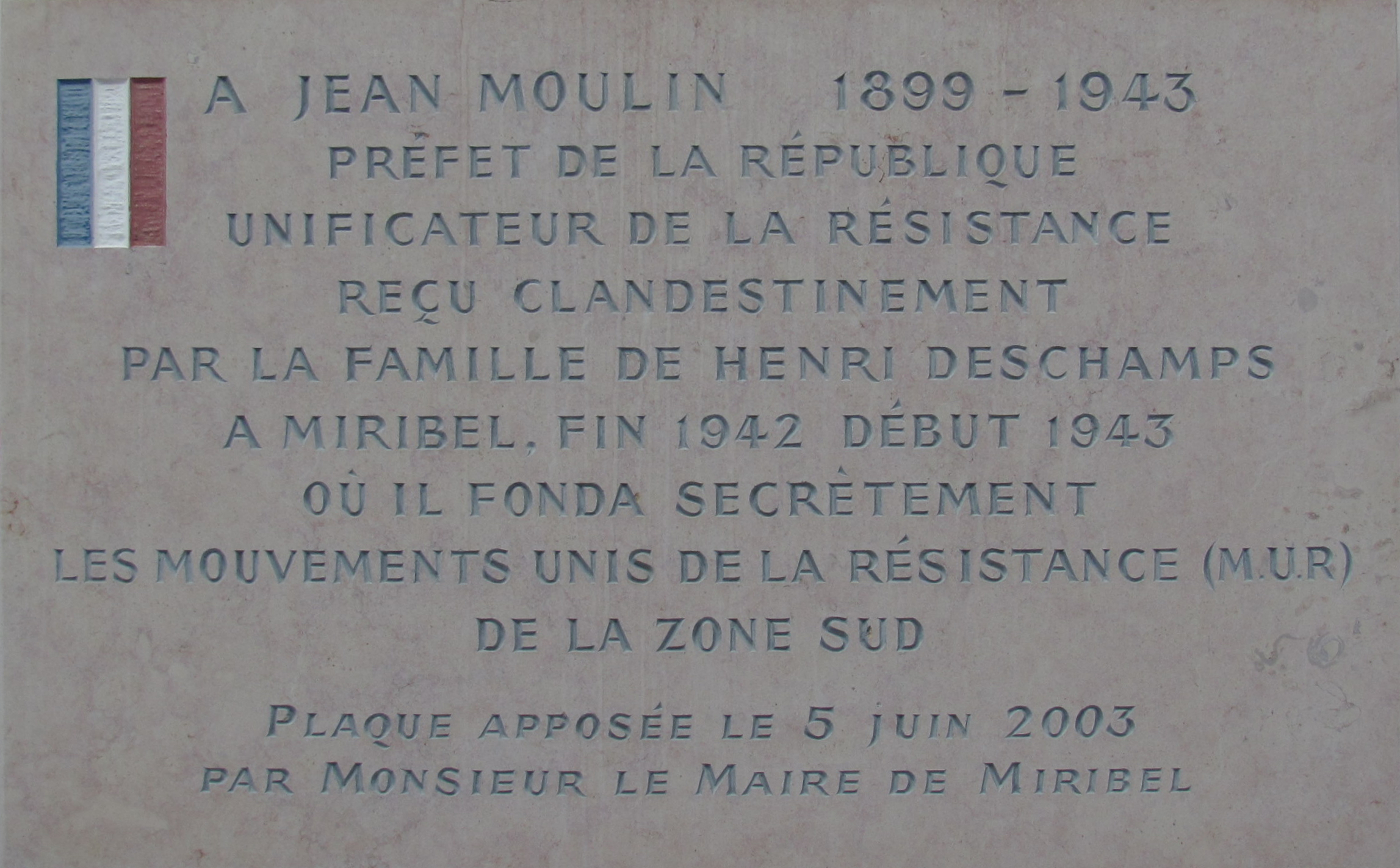
Placca commemorativa della nascita dei Movimenti uniti della resistenza

Mouvements unis de la Résistance ("Movimenti uniti della resistenza" in francese, abbreviato in MUR) era il nome di un'organizzazione della resistenza francese della seconda guerra mondiale, creata nel gennaio del 1943 dalla fusione di tre gruppi preesistenti, tutti attivi nel territorio della Francia di Vichy: Combat, Franc-Tireur e Libération-Sud; il braccio armato dell'organizzazione prese il nome di Armée secrète, mentre la guida del comitato fu presa da Jean Moulin. Il gruppo si fuse poi con altre organizzazioni resistenziali francesi a metà del 1943 nel Conseil National de la Résistance.